# Fortune Center
Fortune Center nebo Yuexiu Financial Tower je mrakodrap ve městě Kanton v Číně. Je 309 m vysoký, má 68 pater a byl dokončen v roce 2015. Jeho podlahová plocha je 210 477 m². Architektem je Architectural Design and Research Institute, South China University of Technology a vlastníkem je Yuexiu Property.